# 緊張
緊張（きんちょう）とは、体や心が張り詰めた状態にあること。

## 概要
- 心理学では、これから物事が起きることに対して待ち受けている心の状態のことを指す（行動理論）。
- 生理学においては、筋肉の収縮運動のことを指す。

## 対策
緊張している場合に、ストレスがかかると体がコルチゾールなどの化学物質を放出する。これは、手のひらや足のうらの発汗、動悸、胃潰瘍を引き起こす可能性がある。
緊張状態の中、一時的に二分間ぐらい呼吸に注意を向けるべきである。お腹や胸をリラックスさせ、手を置いてゆっくりと深呼吸する。胸全体が樽のように外側に広がっていても、手は外に出るはずである。このタイプの深呼吸をすることによって落ち着き、不安や逃走反応に対抗できる。しかし、緊張の日にこの呼吸を開始するだけでなく、数週間前に呼吸法を練習すべきである。
緊張する理由について自分に言い聞かせる物語は重要であり、その理由が恐怖なのか興奮なのかによってパフォーマンスは異なる。恐怖と感じたら、とにかく最善を尽くすと考えるべきである。これにより、パフォーマンスを向上させることができる。選択肢を増やすためのプランB、つまり、最悪の不測の事態に備えて計画を立てると、緊張がほぐれ始める。

## 備考
緊張状態が維持、又は不意をつく様に発生した場合、軽い喉の渇きや発汗などの作用を体にもたらす。これに平行して心拍数が上昇し、脈拍も高まる。個人差はあるが、全く別種の低血圧症に酷似した症状を発生させることもある。アパシー気質の持ち主に多く見られるが、稀に余りの緊張状態に耐えられず、心神喪失による気絶などの例があるとされる。乳幼児の場合は（器質性の障害が原因のケースは除外する）ひきつけ、嘔吐、カンシャク等の症状をあらわすこともあるため、対応には心理的なリラックスを（強要ではなく）幼児に充てることによる介抱が望ましい。また、人間は、自分が悪いと言われている時などに、相手から悪くなかったとなどと言われて謝られると、それまでの緊張がとぎれて泣いてしまうことが多い。